# Брайтенбах-ам-Інн
Брайтенбах-ам-Інн (нім. Breitenbach am Inn) — містечко й громада округу Куфштайн у землі Тіроль, Австрія.
Брайтенбах-ам-Інн лежить на висоті 510 м над рівнем моря і займає площу 37,99 км². Громада налічує 3321 мешканців.
Густота населення 87/км².
Громада складається з кількох невеличких сіл і належить судовому округу Раттенберг.
|                                            |
| Брайтенбах-ам-Інн на мапі округу та землі. |

 Адреса управління громади: Dorf 94, 6252 Breitenbach am Inn.